# (16505) Sulzer
(16505) Sulzer (1990 TB13) – planetoida z pasa głównego asteroid okrążająca Słońce w ciągu 5,18 lat w średniej odległości 2,99 j.a. Odkryta 12 października 1990 roku.